# Mental Aquaducts
Mental Aquaducts – pierwsze demo zespołu Limp Bizkit (wtedy zespół nosił nazwę Limp Biscut) nagrane w 1995 roku z byłym gitarzystą Robem Watersem.

## Lista utworów
1. „Armpit”
2. „Blind”
3. „Phat Groove”
4. „Shove”